# 甲郡
甲郡，又作上甲郡，中国南北朝时设置的郡。
西魏（一作南朝梁）置甲郡。治所在上甲县（今湖北省郧西县西南夹河镇）。属于上州。北周辖县改为黄土县、丰利县。辖境相当今湖北省郧西县及陕西省旬阳市、白河县二县一带，《周书·扶猛传》记载“扶猛字宗略，上甲黄土人也。其种落号白兽蛮，世为渠帅。”隋文帝开皇三年（583年）废甲郡。所辖黄土县、丰利县归属上州。